# Creppe
Creppe  est un village de l'Ardenne belge situé au sud-ouest de la ville de Spa, dans la province de Liège (Région wallonne de Belgique). Avant la fusion des communes de 1977, le hameau faisait déjà partie de la commune de Spa. C'est un très beau village à visiter, notamment pour se promener dans les bois. Il y a aussi un terrain de foot au dessus du village.

## Situation
Distant de 3 km de la ville de Spa, Creppe, entouré de massifs boisés, est situé sur le plateau à une altitude d'environ 380 m soit 130 m au-dessus de l'altitude de Spa. Il avoisine le hameau de Winamplanche. 

## Description
Creppe est un village assez concentré initialement constitué de maisons et fermettes bâties en moellons de grès ou en brique rouge. Parmi ces habitations, beaucoup sont chaulées ou peintes en blanc.

## Patrimoine
L'église Saint-Joseph a été construite en 1860 à l'emplacement d'une ancienne chapelle détruite lors de l'incendie de 1857 qui dévasta une partie de la localité. Par ailleurs, on dénombre une douzaine de croix érigées dans le village. La plupart sont dressées aux croisements de routes ou de chemins.
Au sud du village, se trouve le Manoir de Lébioles construit entre 1905 et 1910 à l'initiative de Georges Neyt. Le bâtiment et ses dépendances sont bâtis en moellons de grès et comportent tourelles et échauguettes. Le manoir qui est entièrement entouré de bois est devenu une résidence hôtelière.

## Activités
Le village possède une vaste école communale.
Tous les deux ans (années paires) depuis le milieu des années 1980, le village se mobilise autour de la fête de la crêpe qui se déguste de multiples façons dans une ambiance festive. Ces festivités se déroulent lors du deuxième dimanche de septembre.